# Caerostris
Caerostris là một chi nhện trong họ Araneidae.

## Các loài
Theo The World Spider Catalogo 12.0, chi này có các loài:
- Caerostris corticosa Pocock, 1902
- Caerostris cowani Butler, 1882
- Caerostris darwini Kuntner & Agnarsson, 2010
- Caerostris ecclesiigera Butler, 1882
- Caerostris extrusa Butler, 1882
- Caerostris hirsuta (Simon, 1895)
- Caerostris indica Strand, 1915
- Caerostris mayottensis Grasshoff, 1984
- Caerostris mitralis (Vinson, 1863)
- Caerostris sexcuspidata (Fabricius, 1793)
- Caerostris sumatrana Strand, 1915
- Caerostris vicina (Blackwall, 1866)

## Hình ảnh

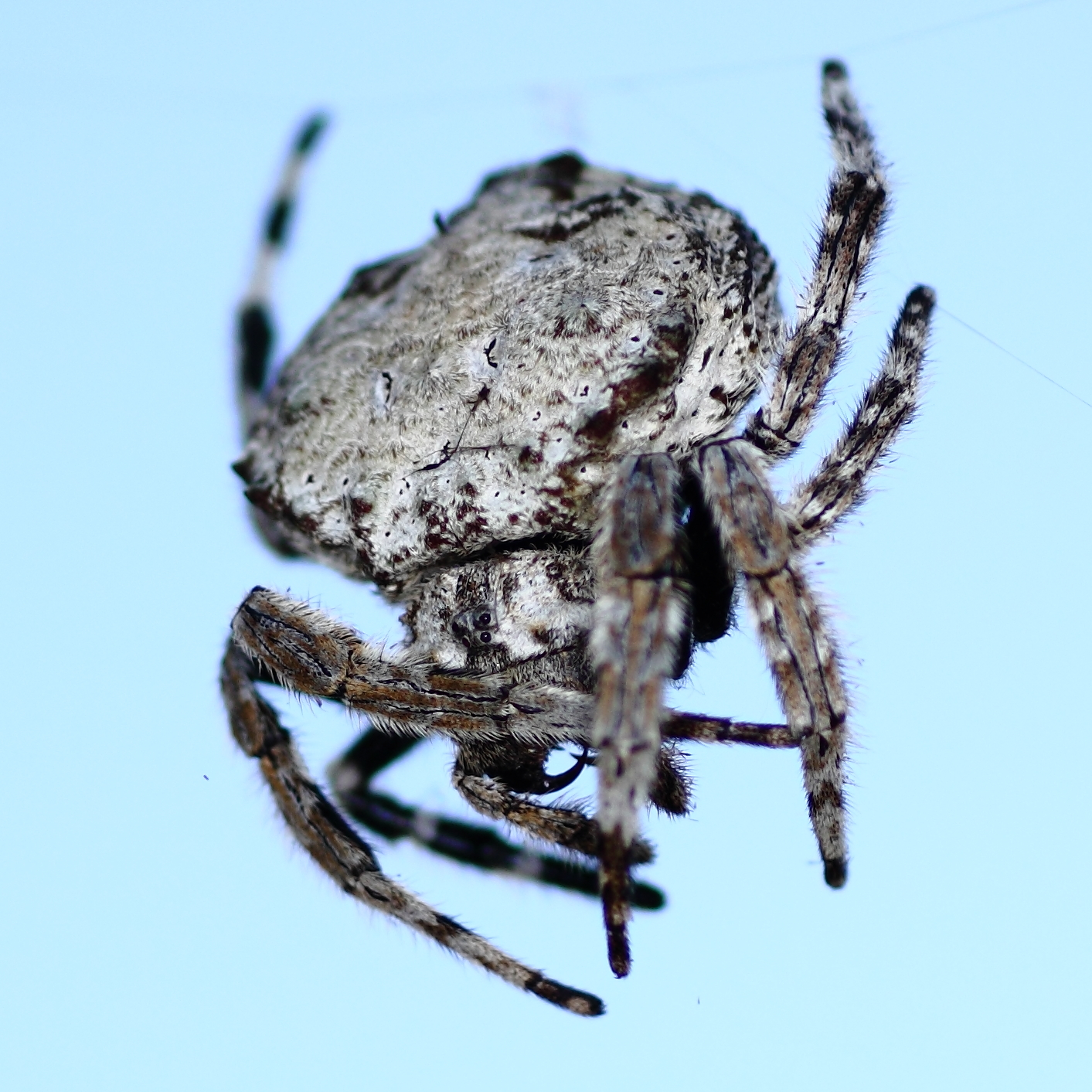